# البرچتس‌برگ ان در گرابن کرمس
البرچتس‌برگ ان در گرابن کرمس (به آلمانی: Albrechtsberg an der Großen Krems) یک شهر بازاری و municipality of Austria در اتریش است که در Krems-Land District واقع شده‌است.